# Jiří Toman (lékař)
Jiří Toman (8. října 1947, Brno – 21. července 2002) byl český lékař – kardiolog. Jeho synem je kardiolog Ondřej Toman.

## Biografie
Jiří Toman se narodil v roce 1947 v Brně, roku 1971 absolvoval Lékařskou fakultu Masarykovy univerzity v Brně a posléze nastoupil na interní oddělení Nemocnice Třebíč. Věnoval se tam invazivní kardiologii, echokardiografii nebo srdečním selháním. Následně odešel na I. interní kliniku v Brně. V roce 1993 dosáhl titulu docenta a v roce 1997 získal akademickou hodnost profesor. V roce 1996 se stal přednostou kliniky. Pracoval nadále na klinice a vedl přestavbu kliniky. Působil také jako proděkan fakulty a jednatel České kardiologické společnosti. Zemřel v létě roku 2002.